# August Daniel von Binzer

Venedig im Jahre 1844. Da BEIC, biblioteca digitale

August Daniel von Binzer (Kiel, 30 maggio 1793 – Neisse, 20 marzo 1868) è stato un poeta e giornalista tedesco.

## Biografia
Binzer studiò presso le Università di Kiel e di Jena. Fondò nel 1817 il movimento sindacale Burschenschaft a Kiel e successivamente entrò a far parte della Fraternità Teutonia a Kiel. Trascorse la maggior parte della sua vita dividendosi tra le attività di giornalista e di scrittore.

## Opere
- Venedig im Jahre 1844, Heckenast ; Wigand, 1845.